# Vércsorog
Vércsorog (románul: Vârciorog) falu Romániában, Bihar megyében. 

## Fekvése
A Király-erdő alatt, a Topa patak mellett, Körösbarlangtól délnyugatra fekvő település.

## Története
A falu nevét valószínűleg a környék jellegzetes lilás, agyagos kőzetéről kaphatta. Neve hajdan Vercsellő volt, és a Czibak család uradalmához tartozott. 1563-ban a Czibak család magvaszakadtával a Mágócsi Móricz család kapott rá királyi adománylevelet. A Mágócsi Móricz családtól a birtok örökségként a gróf Keglevich családra szállt.
Az 1800-as évek első felében a Szlávy és a Ruprecht családok voltak itt birtokosok. Az 1900-as évek elején Rédey Richárd volt a település birtokosa.

## Nevezetességek
- Görögkeleti fatemploma 1860-ban épült.
- A Szlávy család által épített kastély, mely még az 1800-as években készült.

## Természeti értékei
- Vércsorog-vízesés: A Vércsorog patakon található, ahol a homokkő és földpát kőzetekre az őskori, permi időszak lilás, agyagos összetevői jellemzőek. Nevét a vízesés hátterében levő színe miatt kapta. A 20 m magasságból lezúduló víztömeg a közepén két részre szakad, majd újra egyesül.

## Külső hivatkozások
- Honlap